# Mautitz

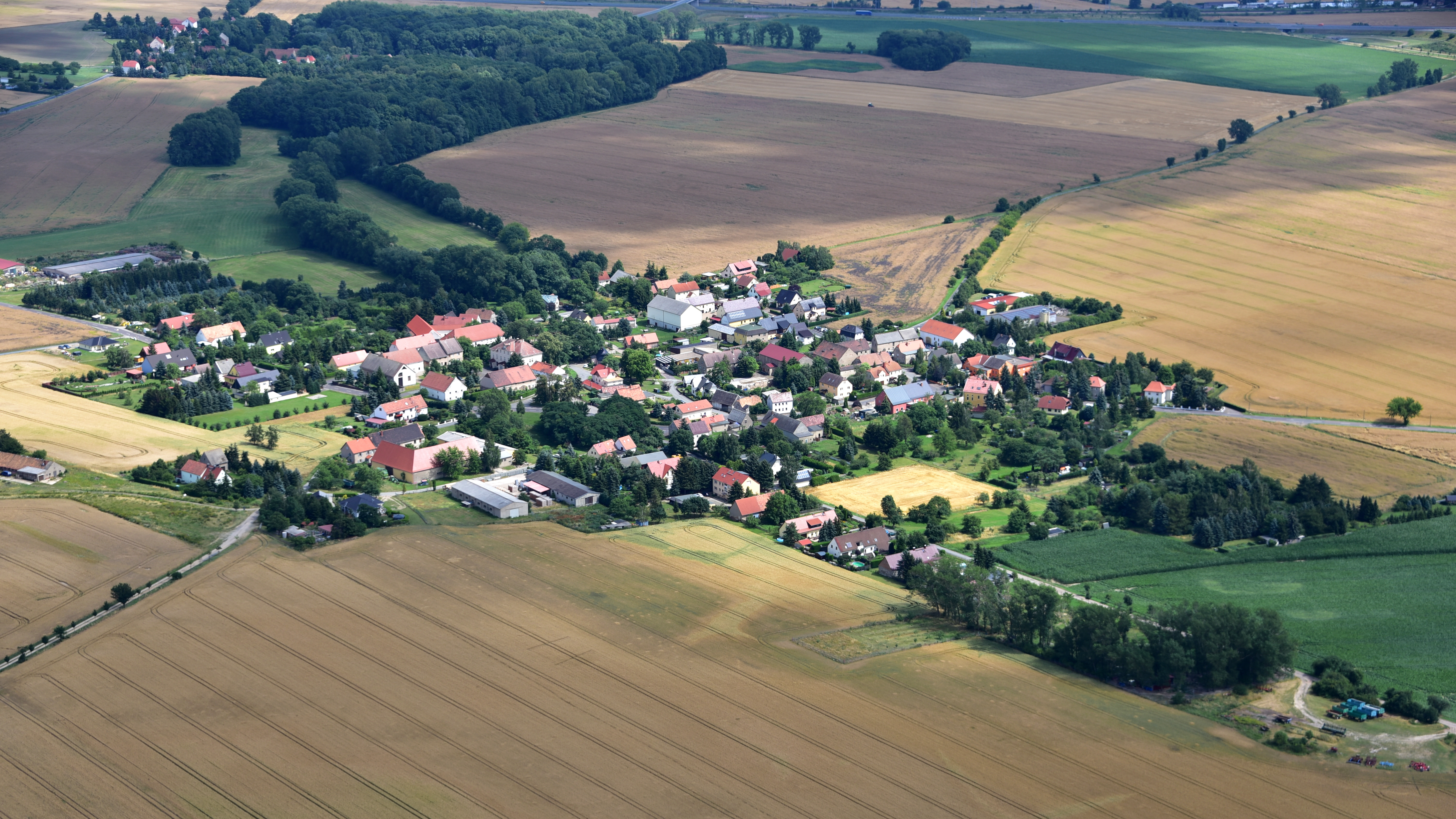
Mautitz, Luftaufnahme (2017)

Mautitz ist ein südwestlich gelegener Ortsteil der Stadt Riesa, im Landkreis Meißen in Sachsen.

## Geografie
Der Ort liegt in der Quellmulde eines Rinnsals, das bei Kalbitz die Jahna erreicht. Mautitz hat die Form eines ovalen Platzdorfes, das noch um 1900 gewannähnliche Fluren und Gutsblockfluren eines Vorwerks aufwies. Die Flur ist durch Anteile an den wüsten Marken Böhla und Wüstnaundorf erweitert.

### Nachbargemeinden
Nachbarorte von Mautitz sind: Canitz, Bloßwitz, Groptitz, Ragewitz, Grubnitz und Ganzig.

## Geschichte
Mautitz wurde 1264 als Muzewicz erstmals erwähnt. Der Ortsname stammt wahrscheinlich vom sorbischen Personennamen Muc ab. Die Flur war aber schon viel früher bewohnt. Östlich von Mautitz befindet sich ein germanisches Gräberfeld der Latènezeit mit Urnen, Deckschalen und metallenen Grabbeigaben. 1378 wurde der Ort vom Castrum Meißen aus verwaltet und gehörte zur Supanie Pulsitz, einem slawischen Verwaltungsbezirk. 1547 müssen die Einwohner von Mautitz neben anderen der von Schleinitz Untertanen zu 14 Knechten, 2 Heerfahrtswagen, 8 Pferden, 4 Fuhrknechten und anderem Zubehör dienen. Das Vorwerk Mautitz gehörte bis 1612 zum Rittergut Ragewitz, dann wurde es selbständig.
Nach der Bodenreform 1946 errichteten Neubauern in Mautitz 25 Höfe, teilweise durch Umbauten früherer Rittergutsgebäude. Am 31. Januar 1953 wurde die LPG Aufbau (Typ I) gegründet die Mitte des Jahres zu einer Typ III LPG wurde. Die LPG verfügte 1956 über eine Fläche von 473 Hektar Land.

## Einwohnerentwicklung
In den letzten Jahren ist die Einwohnerzahl von Mautitz relativ konstant geblieben. Allerdings kann man in der Übersicht sehen, dass kurz nach dem Zweiten Weltkrieg die Einwohnerzahl stark angestiegen ist.
| - 1834 – 200 - 1871 – 219 - 1890 – 205 - 1910 – 265 - 1925 – 312 - 1939 – 297 - 1946 – 484 - 1950 – 453 | - 1964 – 333 - 1990 – 267 - 2000 – - 2005 – 238 - 2010 – 220 - 2015 – 221 - 2019 – 225 |

## Politik

### Ergebnisse der Bundestagswahl 1990
Am 2. Dezember 1990 fanden in der Gemeinde Mautitz, Wahlkreis 313 Meißen – Riesa – Großenhain, die Wahlen zum 12. Deutschen Bundestag statt.
Zu diesem Zeitpunkt gab es 195 Wahlberechtigte, von denen 137 Bewohner eine gültige Stimme abgegeben haben. Für die CDU entschieden sich 86 und für die SPD 30 Einwohner. Die restlichen 21 Stimmen entfielen auf die PDS, FDP, Bündnis 90/Grüne und DIE GRAUEN.

## Kultur und Sehenswürdigkeiten

### Kirchen
Am Mautitzer Bauernring befindet sich eine Kirche, die vermutlich Ende des 14. Jahrhunderts entstanden ist. Die Kirche wird von einem kleinen Friedhof umgeben. Die historische Orgel aus dem Jahr 1877 von Orgelbaumeister Franz Emil Keller wurde 2009 restauriert. In der Kirche finden etwa zweimal im Monat Gottesdienste statt.

## Wirtschaft und Infrastruktur

### Verkehrsanbindung
Mautitz liegt direkt an der Bundesstraße 6, über die man an Orte wie Meißen, Oschatz oder Dresden angebunden ist.

### Öffentliche Verkehrsmittel
Mautitz kann gegenwärtig (Stand: 2008) mit dem Bus der Linie B (Humboldtring – Goethestraße – Busbahnhof – Weida – Mautitz) erreicht werden. In der Woche fährt diese Linie ab 5 Uhr bis 19 Uhr einmal in der Stunde. Am Wochenende fahren keine Busse.